# Fußball-Landesverband Brandenburg
Der Fußball-Landesverband Brandenburg (kurz FLB) ist die Dachorganisation aller Fußballvereine in Brandenburg. Er ist einer der 21 Landesverbände des Deutschen Fußball-Bunds (DFB) und Mitglied des Nordostdeutschen Fußballverbands (NOFV). Seinen Sitz hat der Verband in Cottbus.
Der Fußball-Landesverband Brandenburg ist der Dachverband von 657 Vereinen mit 3.583 Mannschaften. In diesen Vereinen sind 111.249 Mitglieder organisiert (Stand: 2024).
Der Fußball-Landesverband Brandenburg ist der größte Sportfachverband im Land Brandenburg.

## Geschichte
Der Fußball-Landesverband Brandenburg ist wie der Berliner Fußball-Verband indirekter Nachfolger des früheren Verbands Brandenburgischer Ballspielvereine (VBB), der von 1911 bis 1933 der Dachverband aller Fußballvereine aus Berlin und der Provinz Brandenburg war. Zuvor waren die Brandenburger Vereine überwiegend im Märkischen Fußball-Bund vertreten, der 1911 mit dem Verband Berliner Ballspielvereine und dem Verband Berliner Athletik-Vereine (in denen jedoch ebenfalls Brandenburger Vereine gemeldet waren) zum VBB zusammengelegt wurde.
Nach der Machtübernahme der Nationalsozialisten im Jahr 1933 wurden der DFB und alle regionalen Fußballverbände aufgelöst und durch das Fachamt Fußball sowie Fußballgaue ersetzt. Anstelle des VBB trat der Gau Berlin-Brandenburg mit der Gauliga Berlin-Brandenburg als höchste Spielklasse an. In der gesamten Zeit waren nahezu nur Berliner Sportklubs tonangebend. Selten konnte ein Verein wie der Brandenburger SC in den 1940er Jahren in die Phalanx der Berliner Klubs einbrechen. Den Landesmeister stellten ausschließlich Berliner Vereine.
Nach dem Ende des Zweiten Weltkriegs wurde das Land Brandenburg 1952 aufgelöst und hauptsächlich in die Bezirke Cottbus, Frankfurt (Oder) und Potsdam aufgeteilt. Nach der deutschen Wiedervereinigung wurden die ehemaligen Bezirke im neuen Bundesland Brandenburg am 3. Oktober 1990 wieder zusammengefasst. Für die Fußballvereine wurde bereits am 28. Juli 1990 in Potsdam der Fußball-Landesverband Brandenburg als Dachorganisation geschaffen. 54 Delegierte der Bezirksfachverbände (BFA) Cottbus, Frankfurt/Oder und Potsdam wählten Siegfried Kirschen zum ersten Präsidenten. Als Geschäftssitz wurde Cottbus benannt. Die Patenschaft über den neu gegründeten Landesverband übernahm der Fußball- und Leichtathletik-Verband Westfalen (FLVW).

## Organisation und Struktur

### Präsidenten
- 1990 – 2018: Siegfried Kirschen
- Seit 2018: Jens Kaden

### Fußballkreise
Zur Saison 2014/15 wurde im FLB eine weiterreichende Strukturreform durchlaufen. Hauptaugenmerk war hierbei die Reduzierung der Fußballkreise von bisher 17 auf jetzt 8. Des Weiteren hatte diese Reform Auswirkungen auf den Landesspielbetrieb der Junioren sowie die Ligahierarchie im Männerbereich:
- Die Anzahl der Staffeln der Landesklasse wurde von bisher fünf auf vier reduziert, wodurch die Anzahl der Mannschaften auf diesem Niveau von 80 auf 64 reduziert wurde. Es verblieben nach der Saison 2013/14 daher nur die ersten acht jeder Staffel in der Landesklasse. Die 17 Kreismeister komplettierten das Starterfeld für die Saison 2014/15. Die Struktur der Landesliga (zwei Staffeln) und Brandenburgliga (eine Staffel) blieb bestehen.[3]
- Die grundlegende Struktur im Juniorenfußball wurde beibehalten. Zurzeit wird ein Antrag geprüft, nach dem das Mannschaftsfeld in den Landesklassen der A- bis C-Junioren sowie der Landesliga der D- und E-Jugend von bisher 12 auf zehn reduziert werden soll.
- Als höchste Spielklasse in den neuen Großkreisen wurde die Kreisoberliga eingeführt. Darunter existieren die Kreisligen und Kreisklassen weiter.[4]

Im Mai 2012 gab der FLB die grundlegenden Grenzen für die neuen Kreise bekannt. Im Januar 2013 wurden die endgültigen Grenzen der Kreise und die damit verbundene Anzahl der Vereine sowie die offiziellen Namen der acht Kreise bekannt gegeben. Mit der Strukturreform, die zum 1. Juli 2014 in Kraft getreten ist, wurde die Anzahl der Fußballkreise von 17 auf 8 reduziert.
Der Landesspielbetrieb der Herren wird seitdem in sieben Staffeln (Brandenburgliga, Landesliga Nord, Landesliga Süd, Landesklasse Ost, Landesklasse West, Landesklasse Nord, Landesklasse Süd) ausgetragen.
| Name             | Zusammensetzung                          | Vereinsanzahl |
| ---------------- | ---------------------------------------- | ------------- |
| Dahme/Fläming    | - Dahmeland - Jüterbog/Luckenwalde       | 57            |
| Havelland        | - Havelland-Mitte - Westhavelland        | 105           |
| Niederlausitz    | - Niederlausitz                          | 84            |
| Ostbrandenburg   | - Märkisch-Oderland - Spree - Oder/Neiße | 97            |
| Oberhavel-Barnim | - Oberhavel - Barnim                     | 80            |
| Prignitz/Ruppin  | - Prignitz - Ostprignitz/Ruppin          | 72            |
| Südbrandenburg   | - Elbe/Elster - Senftenberg - Spreewald  | 111           |
| Uckermark        | - Ostuckermark - Westuckermark           | 50            |

|                                                         |
| Darstellung der Fussballkreise für das Land Brandenburg |

### Ligasystem des FLB Saison 2025/26
| Stufe       | Spielklasse                                  | Spielklasse                           | Spielklasse                                 | Spielklasse                           | Spielklasse                               | Spielklasse                                | Spielklasse                  | Spielklasse                                |
| ----------- | -------------------------------------------- | ------------------------------------- | ------------------------------------------- | ------------------------------------- | ----------------------------------------- | ------------------------------------------ | ---------------------------- | ------------------------------------------ |
| Landesebene |                                              |                                       |                                             |                                       |                                           |                                            |                              |                                            |
| 6           | Brandenburgliga                              | Brandenburgliga                       | Brandenburgliga                             | Brandenburgliga                       | Brandenburgliga                           | Brandenburgliga                            | Brandenburgliga              | Brandenburgliga                            |
| 7           | Landesliga Brandenburg                       | Landesliga Brandenburg                | Landesliga Brandenburg                      | Landesliga Brandenburg                | Landesliga Brandenburg                    | Landesliga Brandenburg                     | Landesliga Brandenburg       | Landesliga Brandenburg                     |
| 7           | Staffel Nord                                 | Staffel Nord                          | Staffel Nord                                | Staffel Nord                          | Staffel Süd                               | Staffel Süd                                | Staffel Süd                  | Staffel Süd                                |
| 8           | Landesklasse Brandenburg                     | Landesklasse Brandenburg              | Landesklasse Brandenburg                    | Landesklasse Brandenburg              | Landesklasse Brandenburg                  | Landesklasse Brandenburg                   | Landesklasse Brandenburg     | Landesklasse Brandenburg                   |
| 8           | Staffel Nord                                 | Staffel Nord                          | Staffel West                                | Staffel West                          | Staffel Ost                               | Staffel Ost                                | Staffel Süd                  | Staffel Süd                                |
| Kreisebene  |                                              |                                       |                                             |                                       |                                           |                                            |                              |                                            |
| 9           | Kreisoberliga Oberhavel/Barnim               | Kreisoberliga Uckermark               | Kreisoberliga Prignitz/Ruppin               | Kreisoberliga Havelland               | Kreisoberliga Dahme/Fläming               | Kreisoberliga Ostbrandenburg               | Kreisoberliga Niederlausitz  | Kreisoberliga Südbrandenburg               |
| 10          | Kreisliga Oberhavel/Barnim (2 Staffeln)      | Kreisliga Uckermark                   | Kreisliga Prignitz/Ruppin (2 Staffeln)      | Kreisliga Havelland (2 Staffeln)      | Kreisliga Dahme/Fläming                   | Kreisliga Ostbrandenburg (2 Staffeln)      | Kreisliga Niederlausitz      | Kreisliga Südbrandenburg (2 Staffeln)      |
| 11          | 1. Kreisklasse Oberhavel/Barnim (4 Staffeln) | 1. Kreisklasse Uckermark (2 Staffeln) | 1. Kreisklasse Prignitz/Ruppin (3 Staffeln) | 1. Kreisklasse Havelland (2 Staffeln) | 1. Kreisklasse Dahme/Fläming (2 Staffeln) | 1. Kreisklasse Ostbrandenburg (3 Staffeln) | 1. Kreisklasse Niederlausitz | 1. Kreisklasse Südbrandenburg (3 Staffeln) |
| 12          | -                                            | -                                     | -                                           | 2. Kreisklasse Havelland (3 Staffeln) | -                                         | -                                          | 2. Kreisklasse Niederlausitz | 2. Kreisklasse Südbrandenburg (3 Staffeln) |

### Daten zum FLB
Die höchste Männer-Spielklasse des FLB ist die Brandenburgliga deren Meister den Titel des Brandenburgischen Fußballmeisters erhält und in die Fußball-Oberliga Nordost aufsteigen darf. Weiterhin vergibt der Verband jährlich den Titel des Brandenburgischen Pokalsiegers, dessen Gewinner in der folgenden Saison am DFB-Pokal teilnehmen darf. Kurzzeitig trug der FLB auch den sog. Bereichspokal aus, an dem die Pokalsieger der Fußballkreise sowie die nicht für den Landespokal qualifizierten Landesklasse-Mannschaften der Vorsaison teilnahmen. Die jeweiligen Sieger konnten in der darauffolgenden Saison am Landespokal teilnehmen. Der Bereichspokal ist aber inzwischen wieder abgeschafft worden.

## Wettbewerbe
Folgende regionale Wettbewerbe werden unter dem Dach des FLB ausgetragen:

### Brandenburgische Landesmeisterschaft

#### Herren
Die heutige Brandenburgliga wurde 1990 als Landesliga Brandenburg gegründet. Bei ihrer Einführung wurde die Landesliga die dritthöchste Liga hinter der ersten und zweiten Bundesliga. Zur Saison 1991/92 wurde sie, auf Grund der Einführung der Oberliga Nordost, nur noch als vierthöchste Liga geführt.
Ab der Saison 1993/94 wurde sie in Verbandsliga Brandenburg umbenannt und im darauf folgenden Jahr, mit der Einführung der Regionalliga, zur fünfthöchsten Spielklasse. Mit der erneuten Umstrukturierung und der damit verbundenen Einführung der 3. Liga zur Saison 2007/08, trägt sie ihren jetzigen Namen und gehört zu den sechsthöchsten Spielklassen.
Der Fußball-Landesverband Brandenburg hat auf seiner Vorstandskonferenz am 11. Mai 2020 beschlossen, die Saison 2019/2020 auf Grund der vom Land Brandenburg erlassenen SARS-CoV-2 Eindämmungsverordnung ohne weiteren Spielbetrieb auslaufen zu lassen. Die Saison 2019/20 wurde somit, zum ersten Mal in der Geschichte des Fußball-Landesverband Brandenburg, vorzeitig beendet.

#### Frauen
Zur Saison 1994/95 wurde bei den Frauen die als höchste Liga im Verbandsgebiet geltende Verbandsliga Brandenburg eingeführt. Bis 2004 wurde diese als dritthöchste Spielklasse geführt. Durch die Einführung der 2. Frauen-Bundesliga zur Saison 2004/05 stellt die Landesliga die vierthöchste Spielklasse im deutschen Ligensystem dar. Ihr Meister qualifiziert sich für die Aufstiegsrelegation zur drittklassigen Regionalliga Nordost. 
Bis 2008 wurde sie als Verbandsliga Brandenburg bezeichnet, danach hieß sie bis 2013 Brandenburgliga. Seit der Saison 2013/14 wird der Spielbetrieb unter der Bezeichnung Landesliga Brandenburg durchgeführt.

### Brandenburgischer Landespokal

#### Herren
Nach der Wiedervereinigung Deutschlands gab es keinen einheitlichen Landespokal. In der Spielzeit 1990/91 und 1991/92 wurde noch im „DDR-Modus“ um die jeweiligen Bezirkspokale für Cottbus, Frankfurt/Oder und Potsdam gespielt. Die Sieger ermittelten anschließend in einem Dreierturnier den Gewinner des Landespokals.
Aufgrund der Umstrukturierungen im Spielbetrieb des neu gegründeten FLB (Auflösung der Bezirksligen, Einführung der Landesligen usw.) erfolgte zur Saison 1992/93 die Einführung des bekannten K.-o.-Systems.
Mit Beginn der Saison 2006/07 wurde zwischenzeitlich ein weiterer Pokalwettbewerb, der sogenannte Bereichspokal, ins Leben gerufen. In diesem regional geteilten Wettbewerb (Nord und Süd) nahmen die Pokalsieger der Fußballkreise sowie die nicht für den Landespokal qualifizierten Landesklasse-Mannschaften der Vorsaison teil. Die jeweiligen Sieger konnten in der darauffolgenden Saison am Landespokal teilnehmen. Der Bereichspokal ist inzwischen wieder abgeschafft worden.

#### Frauen
Seit 1990/91 stellt auch im Frauenfußball der Brandenburg-Pokal den wichtigsten Pokalwettbewerb auf Verbandsebene dar und berechtigt zur Teilnahme am DFB-Pokal und wird im bekannten K.-o.-System durchgeführt. 
Das Teilnehmerfeld für den Landespokal setzt sich aus den brandenburgischen Mannschaften der Landesliga und Landesklasse sowie den sieben Kreispokalsiegerinnen zusammen.

## Vereine des FLB in höheren Ligen

### Männer-Fußball
| Nationale Ligastufe | Bezeichnung          | Anzahl | Mannschaften                               |
| ------------------- | -------------------- | ------ | ------------------------------------------ |
| 1                   | 1. Bundesliga        | –      |                                            |
| 2                   | 2. Bundesliga        | –      |                                            |
| 3                   | 3. Liga              | 1      | FC Energie Cottbus                         |
| 4                   | Regionalliga Nordost | 2      | SV Babelsberg 03 – FSV 63 Luckenwalde      |
| 5                   | NOFV-Oberliga Nord   | 2      | FSV Optik Rathenow – SG Union Klosterfelde |
| 5                   | NOFV-Oberliga Süd    | 3      | RSV Eintracht 1949 – VfB 1921 Krieschow    |

### Futsal
| Nationale Ligastufe | Bezeichnung                 | Anzahl | Mannschaften |
| ------------------- | --------------------------- | ------ | ------------ |
| 1                   | Futsal-Bundesliga           | –      |              |
| 2                   | Futsal-Regionalliga Nordost | 1      | UFK Potsdam  |

### Frauen-Fußball
| Nationale Ligastufe | Bezeichnung                 | Anzahl | Mannschaften              |
| ------------------- | --------------------------- | ------ | ------------------------- |
| 1                   | 1. Frauen-Bundesliga        | –      |                           |
| 2                   | 2. Frauen-Bundesliga        | 1      | 1. FFC Turbine Potsdam    |
| 3                   | Frauen-Regionalliga Nordost | 1      | 1. FFC Turbine Potsdam II |

### Junioren
| Nationale Ligastufe | Bezeichnung                     | Anzahl | Mannschaften                             |
| ------------------- | ------------------------------- | ------ | ---------------------------------------- |
| 1                   | U19-Nachwuchsliga               | 1      | FC Energie Cottbus                       |
| 2                   | A-Junioren Regionalliga Nordost | –      |                                          |
| 1                   | U17-Nachwuchsliga               | 1      | FC Energie Cottbus                       |
| 2                   | B-Junioren Regionalliga Nordost | 2      | FC Energie Cottbus II – SV Babelsberg 03 |
| 1                   | C-Junioren Regionalliga Nordost | 1      | FC Energie Cottbus                       |

## Meister & Pokalsieger
| Saison  | Männer                          | Männer                       | Frauen                        | Frauen                     |
| Saison  | Meister                         | Pokalsieger                  | Meister                       | Pokalsieger                |
| ------- | ------------------------------- | ---------------------------- | ----------------------------- | -------------------------- |
| 1990/91 | FSV PCK Schwedt                 | ESV Lokomotive Cottbus       | kein Meister ausgespielt Fn.1 | SV Eiche Branitz           |
| 1991/92 | FSV Optik Rathenow              | Eisenhüttenstädter FC Stahl  | kein Meister ausgespielt Fn.1 | SSV Turbine Potsdam        |
| 1992/93 | SV Schwarz-Rot Neustadt (Dosse) | Eisenhüttenstädter FC Stahl  | kein Meister ausgespielt Fn.1 | SSV Turbine Potsdam        |
| 1993/94 | SV Motor Eberswalde             | BSV Stahl Brandenburg        | kein Meister ausgespielt Fn.1 | SSV Turbine Potsdam        |
| 1994/95 | SG Bornim                       | FC Energie Cottbus           | SSV Turbine Potsdam II        | FC Energie Cottbus         |
| 1995/96 | SV Babelsberg 03                | FC Energie Cottbus           | SSV Turbine Potsdam II        | SSV Turbine Potsdam II     |
| 1996/97 | Frankfurter FC Viktoria 91      | FC Energie Cottbus           | SSV Alemannia Altdöbern       | SSV Turbine Potsdam II     |
| 1997/98 | FC Energie Cottbus II           | FC Energie Cottbus II        | FSV Brieske/Senftenberg       | SSV Turbine Potsdam II     |
| 1998/99 | Brandenburger SC Süd 05         | SV Babelsberg 03             | SSV Turbine Potsdam III       | SSV Turbine Potsdam II     |
| 1999/00 | SV Schwarz-Rot Neustadt (Dosse) | SV Babelsberg 03             | 1. FFC Turbine Potsdam III    | 1. FFC Turbine Potsdam II  |
| 2000/01 | Märkischer SV 1919 Neuruppin    | FC Energie Cottbus II        | 1. FFC Turbine Potsdam III    | 1. FFC Turbine Potsdam II  |
| 2001/02 | SG Eintracht Oranienburg        | Eisenhüttenstädter FC Stahl  | FC Energie Cottbus            | 1. FFC Turbine Potsdam II  |
| 2002/03 | Frankfurter FC Viktoria 91      | Ludwigsfelder FC             | FC Energie Cottbus            | SSV Alemannia Altdöbern    |
| 2003/04 | Ludwigsfelder FC                | SV Germania 90 Schöneiche    | Märkischer SV 1919 Neuruppin  | 1. FFC Turbine Potsdam II  |
| 2004/05 | SV Falkensee-Finkenkrug         | Märkischer SV 1919 Neuruppin | 1. FFC Turbine Potsdam III    | 1. FFC Turbine Potsdam III |
| 2005/06 | SV Germania 90 Schöneiche       | SV Babelsberg 03             | HSV Friedersdorf/Gussow       | SV Rot-Weiß Flatow         |
| 2006/07 | FSV Optik Rathenow              | SV Babelsberg 03             | FC Energie Cottbus            | FC Energie Cottbus         |
| 2007/08 | SV Falkensee-Finkenkrug         | SV Babelsberg 03             | FC Energie Cottbus            | SV Rot-Weiß Flatow         |
| 2008/09 | FSV 63 Luckenwalde              | SV Babelsberg 03             | 1. FFC Turbine Potsdam III    | SV Rot-Weiß Flatow         |
| 2009/10 | SV Altlüdersdorf                | SV Babelsberg 03 II          | 1. FFC Turbine Potsdam III    | SG Blau-Weiß Beelitz       |
| 2010/11 | FSV Union Fürstenwalde          | SV Babelsberg 03             | SG Blau-Weiß Beelitz          | SG Blau-Weiß Beelitz       |
| 2011/12 | SG Blau-Gelb Laubsdorf          | SV Falkensee-Finkenkrug      | SG Blau-Weiß Beelitz          | FC Borussia Brandenburg    |
| 2012/13 | FC Strausberg                   | FSV Optik Rathenow           | SG Blau-Weiß Beelitz          | Potsdamer Kickers 94       |
| 2013/14 | SV Germania 90 Schöneiche       | FSV Optik Rathenow           | Potsdamer Kickers 94          | SG Blau-Weiß Beelitz       |
| 2014/15 | 1. FC Frankfurt                 | FC Energie Cottbus           | FSV Babelsberg 74             | FSV Babelsberg 74          |
| 2015/16 | SV Grün-Weiß Brieselang         | SV Babelsberg 03             | FSV Babelsberg 74             | SG Blau-Weiß Beelitz       |
| 2016/17 | VfB 1921 Krieschow              | FC Energie Cottbus           | SpG FC Stahl Brandenburg      | FSV Babelsberg 74          |
| 2017/18 | Ludwigsfelder FC                | FC Energie Cottbus           | FSV Babelsberg 74             | FSV Babelsberg 74          |
| 2018/19 | SV Victoria Seelow              | FC Energie Cottbus           | FSV Babelsberg 74             | FSV Babelsberg 74          |
| 2019/20 | kein Meister ausgespielt        | FSV Union Fürstenwalde       | kein Meister ausgespielt      | kein Sieger ermittelt      |
| 2020/21 | kein Meister ausgespielt        | SV Babelsberg 03             | kein Meister ausgespielt      | kein Sieger ermittelt      |
| 2021/22 | 1. FC Frankfurt                 | FC Energie Cottbus           | FC Stahl Brandenburg          | FC Stahl Brandenburg       |
| 2022/23 | TuS 1896 Sachsenhausen          | FC Energie Cottbus           | SV Grün-Weiß Brieselang       | SV Grün-Weiß Brieselang    |
| 2023/24 | SV 1908 Grün-Weiß Ahrensfelde   | FC Energie Cottbus           | FSV Babelsberg 74             | BSG Stahl Brandenburg      |
| 2024/25 | SG Union Klosterfelde           | RSV Eintracht 1949           | FSV Babelsberg 74             | FSV Babelsberg 74          |